# C. J. Anderson
Cortrelle Javon „C. J.“ Anderson (* 10. Februar 1991 in Vallejo, Kalifornien) ist ein ehemaliger US-amerikanischer American-Football-Spieler auf der Position des Runningbacks. Er spielte sieben Saisons bei den Detroit Lions, Los Angeles Rams, Carolina Panthers, Oakland Raiders und Denver Broncos, mit denen er 2016 den Super Bowl 50 gewann, in der National Football League (NFL).

## Highschool und College
Anderson ging auf die Highschool in seiner Geburtsstadt Vallejo. Während seiner gesamten Highschool-Laufbahn erreichte er fast 4.000 erlaufene Yards. Allein in seinem letzten Jahr erlief er 1.623 Yards und erzielte 22 Touchdowns. Er ging zur University of California nach Berkeley. Hier erlief er im ersten Jahr 345 Yards (8 Touchdowns), außerdem fing er sieben Pässe für 186 Yards und einen Touchdown. In seinem letzten Jahr, 2012, waren es 790 erlaufene Yards und 15 Passfänge für 164 Yards (Insgesamt fünf Touchdowns, davon vier erlaufen).

## NFL

### Denver Broncos
Anderson wurde im NFL Draft 2013 nicht ausgewählt, aber von den Denver Broncos als Free Agent unter Vertrag genommen. Zum Anfang seiner ersten NFL-Saison war er verletzt, weswegen er nur 5 Spiele absolvierte. Er war jedoch Teil der Mannschaft im Super Bowl XLVIII, welcher aber mit 43-8 gegen die Seattle Seahawks klar verloren wurde. In diesem Spiel erzielte er einen Raumgewinn von 23 Yards. In seiner zweiten Saison erzielte er am 9. November 2014 seinen ersten Touchdown im Spiel gegen die Oakland Raiders. Außerdem wurde er in diesem Jahr zum ersten Mal in den Pro Bowl gewählt. In der NFL-Saison 2015 erreichte er mit den Denver Broncos erneut den Super Bowl. Die Broncos gewannen 24-10 gegen die Carolina Panthers. Anderson erzielte zirka 3 Minuten vor Schluss einen 2-Yard-Touchdown, welcher den Sieg der Broncos endgültig besiegelte. Insgesamt erzielte er in diesem Spiel 100 Yards Raumgewinn (90 Yards via Laufspielzug). Am 16. April 2018 entließen ihn die Denver Broncos.

### Carolina Panthers
Anfang Mai unterzeichnete er einen Einjahresvertrag bei den Carolina Panthers. Am 12. November 2018 wurde er von den Panthers entlassen.

### Oakland Raiders
Nachdem er im Dezember der Saison 2018 von den Oakland Raiders unter Vertrag genommen worden war, wurde er von diesen nach nur einer Woche im Kader wieder entlassen.

### Los Angeles Rams
Im gleichen Monat seines Rauswurfes bei den Raiders wurde Anderson von den Los Angeles Rams unmittelbar vor deren Teilnahme an den NFL-Playoffs unter Vertrag genommen, um das von Verletzungen geplagte Running Backfield der Rams zu entlasten. Für die Rams erlief er 488 Yards und erzielte vier Touchdowns in fünf Spielen. Im Super Bowl LIII unterlag er mit den Rams den New England Patriots mit 13:3.

### Detroit Lions
Zur Saison 2019 unterschrieb er einen Einjahresvertrag bei den Detroit Lions. Am 17. September 2019 wurde er von den Lions nach zwei Spielen entlassen.
Am 18. September 2020 gab er seinen Rücktritt bekannt.